# Kathleen Cavendish

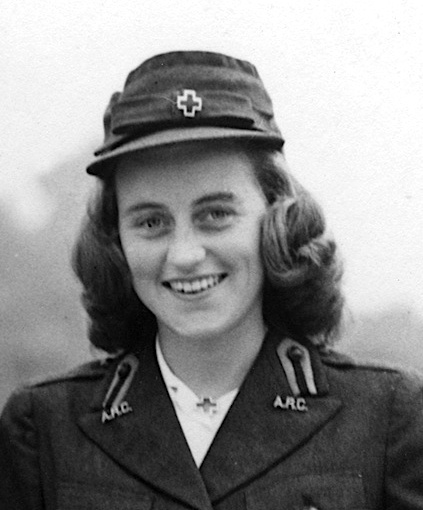
Lady Hartington, um 1943

Kathleen Agnes Cavendish, Marchioness of Hartington, geborene Kathleen Agnes Kennedy, (* 20. Februar 1920 in Brookline, Massachusetts, USA; † 13. Mai 1948 in Saint-Bauzile, Ardèche, Frankreich) war eine Schwester von US-Präsident John F. Kennedy.

## Leben
Kathleen Kick Agnes Kennedy wurde am 20. Februar 1920 in Brookline, Massachusetts geboren. Sie war das viertälteste Kind des Diplomaten Joseph P. Kennedy und seiner Frau Rose Kennedy. Sie heiratete gegen den Willen ihrer katholischen Mutter am 6. Mai 1944 in London William Cavendish, Marquess of Hartington, einen britischen Protestanten, den ältesten Sohn von Edward Cavendish, 10. Duke of Devonshire. Seither führte sie den Höflichkeitstitel Marchioness of Hartington. Vier Monate später fiel William im Zweiten Weltkrieg in Belgien.
Sozial engagiert und dafür in der britischen Gesellschaft sehr geachtet, wurde die junge Witwe die Verlobte von Peter Wentworth-Fitzwilliam, 8. Earl Fitzwilliam. Sie planten, nach Peters Scheidung zu heiraten. Das Paar, das zu Kathleens Vater reisen wollte, um dessen Segen zu erbitten, stürzte in Frankreich über Saint-Bauzile, Ardèche, mit einem Flugzeug ab.
Kathleen (ihr Bruder Joseph und drei weitere Familienmitglieder starben ebenfalls bei Flugzeugunfällen) wurde auf dem Friedhof von Saint Peter’s Church, Edensor Village, Chatsworth, Großbritannien neben den Gräbern der Cavendish-Familie beigesetzt.